# りぼんっ子
りぼんっ子（りぼんっこ）とは、集英社発行の月刊少女漫画雑誌『りぼん』の購読者の総称。
少女漫画雑誌には購読者に独自の公式名称を付ける場合が多く、「なかよし」（講談社）におけるちゃめっこ（なかよしっこ）や「ちゃお」（小学館）におけるちゃおっ娘の例がある。作家自身が元々は『りぼん』の購読者であることが多く、互いをりぼんっ子と呼ぶことにより作家と読者の間で連帯感が芽生えたケースも少なくない。